# Ladislas II (roi de Hongrie)
Ladislas II Árpád (1131 - 14 janvier 1163, inhumé à Székesfehérvár), est roi de Hongrie pendant six mois de mi-juillet 1162 à sa mort le 14 janvier 1163. 

## Biographie
Ladislas est le second fils de Béla II l'Aveugle et d'Hélène de Rascie. Bien qu'ayant été doté par son père d'un titre de duc de Bosnie, il se met à la tête d'un clan d'aristocrates mécontents et s'oppose comme son frère cadet Étienne à leur frère le roi Géza II de Hongrie à qui ils reprochent de ne pas l'avoir été doté d'un fief indépendant, représentant un pouvoir territorial. 
Au cours de l'hiver 1156-1157, Étienne et Ladislas, avec l'appui tacite de leur oncle maternel le puisant Beloš, complotent contre le roi qu'ils veulent assassiner. Le complot est découvert, et Étienne qui a aussi sollicité l'aide de Frédéric Barberousse est banni comme Beloš qui disparait de la cour. 
Après l'accord passé entre Géza II et le souverain germanique à la diète de Ratisbonne en janvier 1158, Étienne quitte sa cour et se réfugie à Byzance auprès de Manuel Ier Comnène qui lui accorde sa nièce Marie en mariage. À la fin de 1160, Étienne sollicite de nouveau en vain l'aide de Frédéric Barberousse et il regagne Byzance cette fois accompagné de son frère Ladislas.
À Byzance, contrairement à son frère Étienne, Ladislas refuse de se lier à Manuel Ier par des liens matrimoniaux. Après la mort de Géza II le 31 mai 1162, Manuel Ier tente d'imposer Étienne (IV) face à son neveu et homonyme Étienne III de Hongrie. Devant le refus obstiné des Hongrois de recevoir son candidat, il accepte finalement de porter au trône Ladislas II moins ouvertement lié à lui. Ladislas II est finalement couronné roi par l'archevêque de Kalocsa à la mi juillet 1162. Il est excommunié par l'archevêque Lucas d'Esztergom, partisan d'Étienne III et il fait emprisonner le prélat qu'il doit relâcher sur l'injonction du pape Alexandre III. Il constitue comme héritier son frère Étienne pour qui il reconstitue un duché représentant un tiers du domaine royal de Hongrie disparu depuis un siècle. Ladislas II meurt après un règne d'à peine 6 mois en janvier 1163 et Étienne IV lui succède.

## Union et postérité
Ladislas II épouse Judith de Pologne (en) (Judith Przemysl), dont il n'a qu'une fille, Mária qui épouse Niccolo fils de Vital II Michele doge de Venise.

## Sources
- Gyula Kristo Histoire de la Hongrie Médiévale Tome I le Temps des Arpads Presses Universitaires de Rennes (2000) (ISBN 2-86847-533-7).
- (en) Nora Berend, Przemyslaw Urbanczyk et Przemislaw Wiszewski, Central Europa in the High Middle Ages. Bohemia -Hungary and Poland c.900-c.1300, Cambridge, Cambridge University Press, 2013, 546 p. (ISBN 978-0-521-78695-9).